# Bitterkruidknoopvlekje
Het bitterkruidknoopvlekje (Eucosma balatonana) is een vlinder uit de familie van de bladrollers (Tortricidae). De wetenschappelijke naam werd in 1937 gepubliceerd door Ludwig Osthelder.
De soort komt voor in Europa.